# 黄毛漆
黄毛漆（学名：Toxicodendron fulvum）是漆树科漆属的植物。分布在泰国以及中国大陆的云南等地，生长于海拔1,000米的地区，多生长于石灰山疏林中，目前尚未由人工引种栽培。